# Hurley Haywood
Hurley Haywood (Chicago, 4 maggio 1948) è un ex pilota automobilistico statunitense.
Specializzato nelle corse con vetture sport-prototipo, è uno dei piloti di maggior successo nella storia dell'Automobilismo a ruote coperte, avendo tra l'altro vinto le tre principali corse di durata a livello mondiale, 24 Ore di Le Mans, 24 Ore di Daytona e 12 Ore di Sebring, risultato che gli vale il titolo ufficioso della Triple Crown dell'endurance.

## Le corse in America
I primi successi in carriera li coglie nel Campionato IMSA GT conquistando il titolo piloti nel 1971 e 1972.
Haywood detiene inoltre il primato di vittorie alla 24 Ore di Daytona, con 5 successi. Ha colto la sua prima vittoria a Daytona nel 1973 su Porsche 911 insieme a Peter Gregg, del quale diventò poi grande amico e socio in affari: con lui Haywood ha dato vita a una catena di concessionarie d'auto chiamata Brumos Automotive, in Florida

Ha vinto a Daytona anche nel 1975, nel 1977, nel 1979 e nel 1991 sempre alla guida di vetture Porsche. Ha vinto 2 edizioni della 12 Ore di Sebring, rispettivamente nel 1973 e nel 1981. Nel 1980 prese parte alla 500 miglia di Indianapolis concludendo la corsa al 18º posto. 

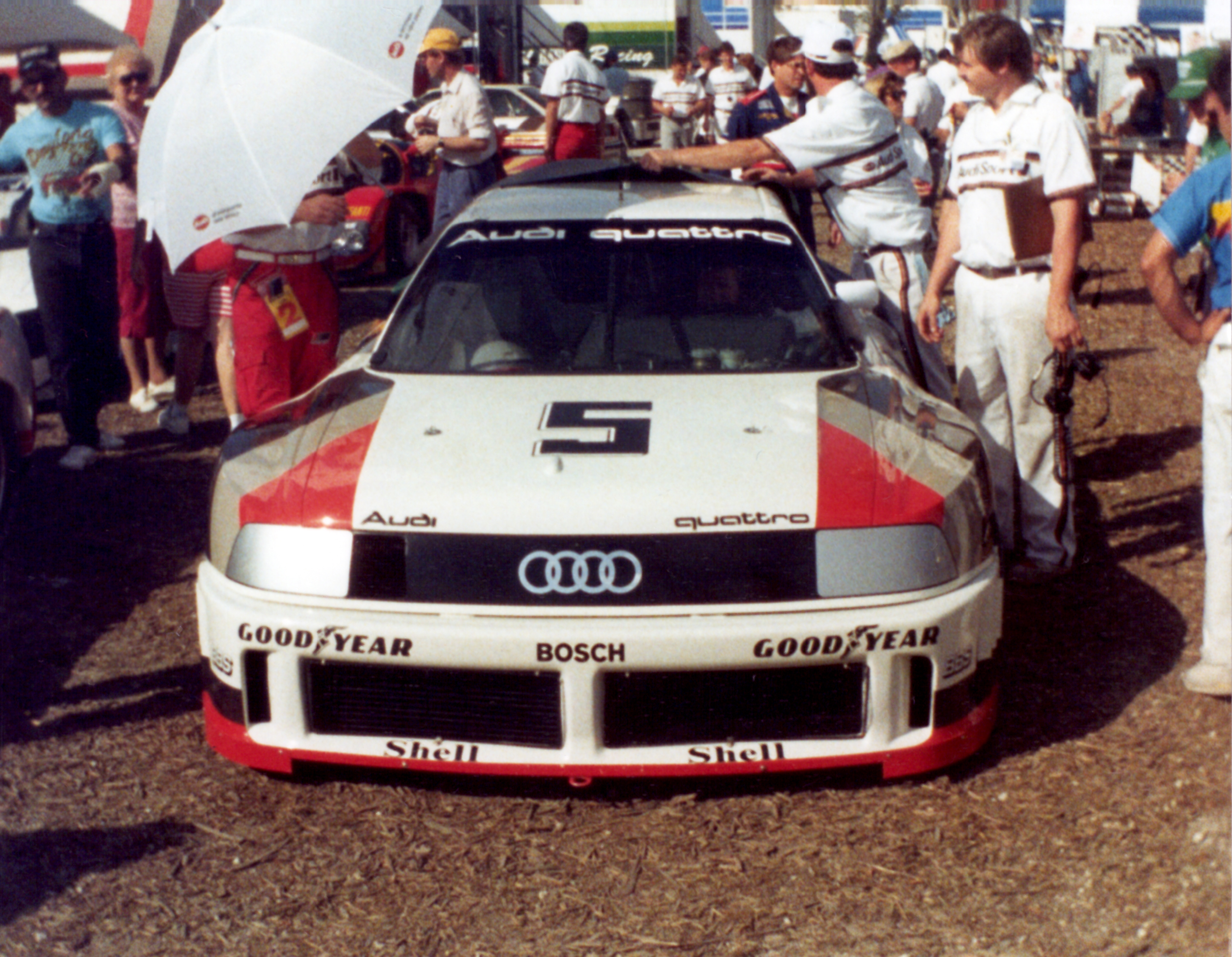
Hurley Haywood alla guida dell'Audi 90 Quattro IMSA GTO nel 1989

Nel 1988 ha vinto il titolo piloti nel campionato Trans-Am guidando l'Audi 200 Quattro.

## 24 Ore di Le Mans
Haywood vanta un ottimo palmarès anche a Le Mans, con 3 successi complessivi; ha ottenuto la sua prima vittoria al debutto sul Circuit de la Sarthe nel 1977 alla guida di una Porsche 936 assieme a Jacky Ickx e Jürgen Barth. Nel 1983 coglie la sua seconda vittoria guidando la Porsche 956 assieme a Vern Schuppan
e Al Holbert. Infine, nel 1994 alla guida della Dauer 962 Le Mans condivisa con Yannick Dalmas e Mauro Baldi, trionfa per la terza volta.

## Vita privata
Nel 1970 fu richiamato dall'esercito statunitense per combattere nella Guerra del Vietnam, dove restò per un anno al fronte. Morto Peter Gregg, nel 1980 ha assunto la direzione di Brumos Automotive e continua a gestirne l'attività da allora. Attualmente svolge il ruolo di capo-istruttore presso la scuola di guida Porsche sul Circuito di Motorsport Park a Birmingham, in Alabama.

## Palmarès
- Vincitore della 24 Ore di Le Mans: 1977, 1983 e 1994.
- Vincitore della 24 Ore di Daytona: 1973, 1975, 1977, 1979 e 1991.
- Vincitore della 12 Ore di Sebring: 1973 e 1981.
- Campione IMSA GT: 1971 e 1972.
- Campione Trans-Am: 1988.